# Swertia dichotoma
Swertia dichotoma är en gentianaväxtart som beskrevs av Carl von Linné. Swertia dichotoma ingår i släktet Swertia och familjen gentianaväxter.

## Underarter
Arten delas in i följande underarter:
- S. d. punctata
- S. d. rubrostriata